# لغاس
لَغَّاس (الاسم العلمي: Lygus)، جنس حشرات خاضلة من فصيلة الضمجيات. تضم أكثر من 40 نوًعا، تتغذى على النباتات.
يُستخدم مصطلح بق لغاس لأي عضو في جنس لغاس.

## معرض صور

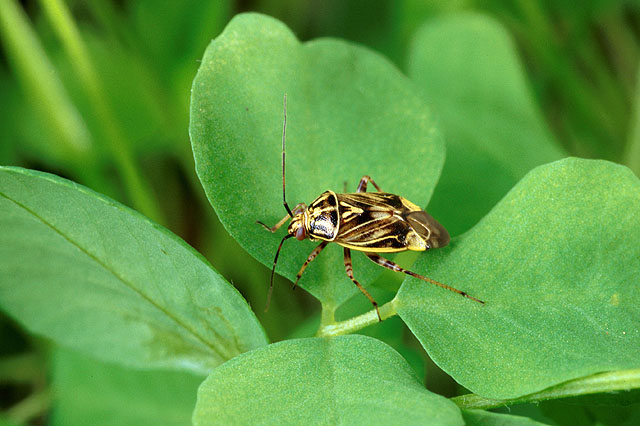
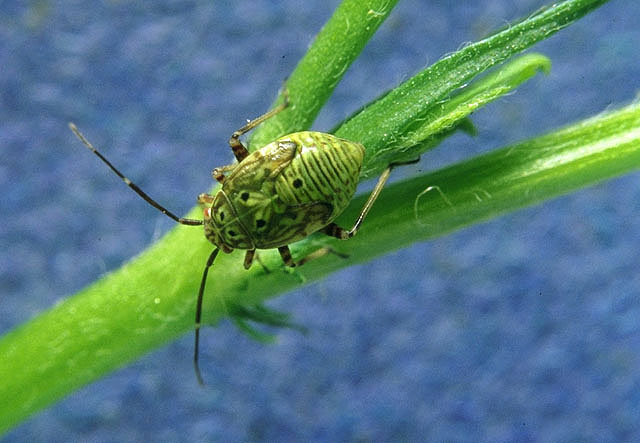
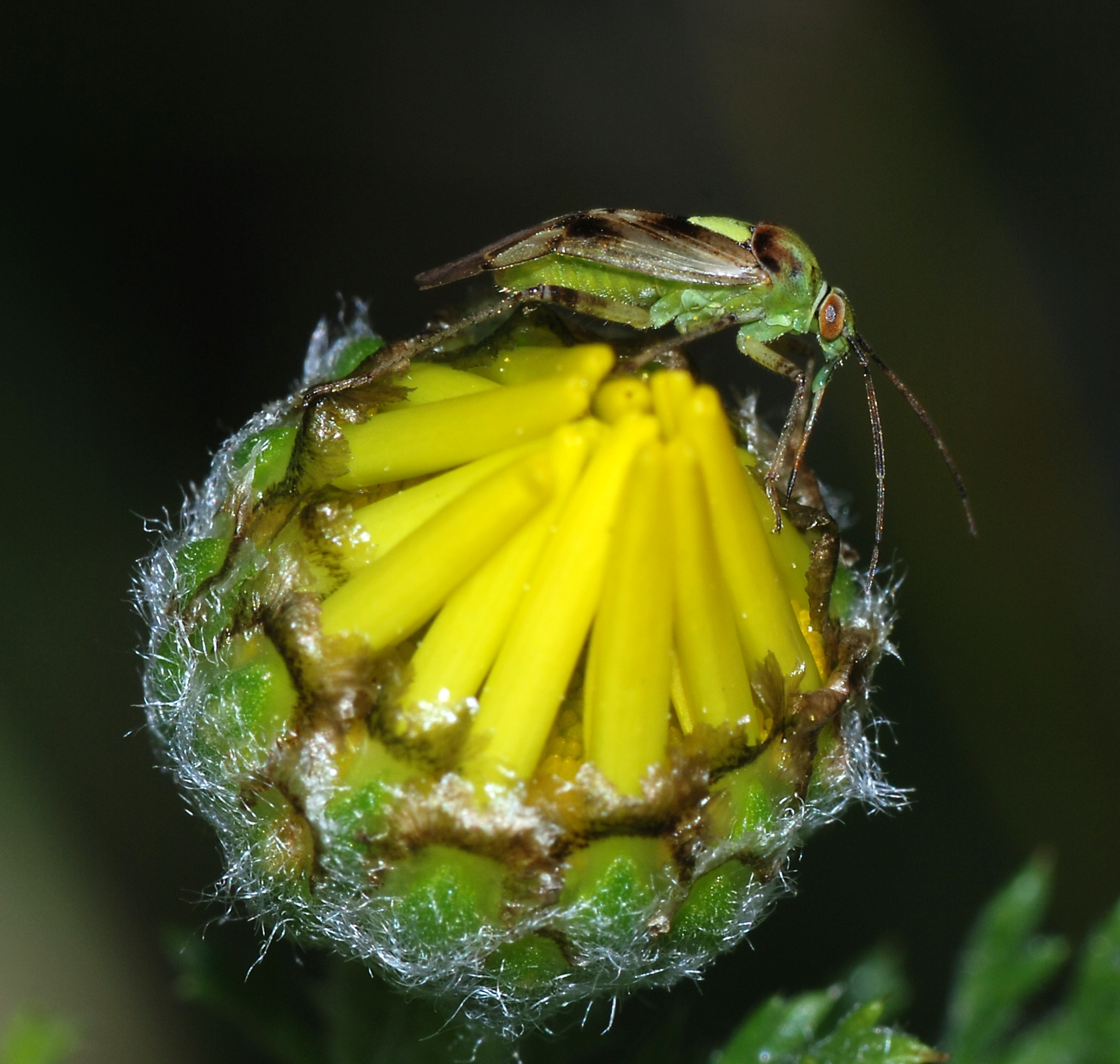
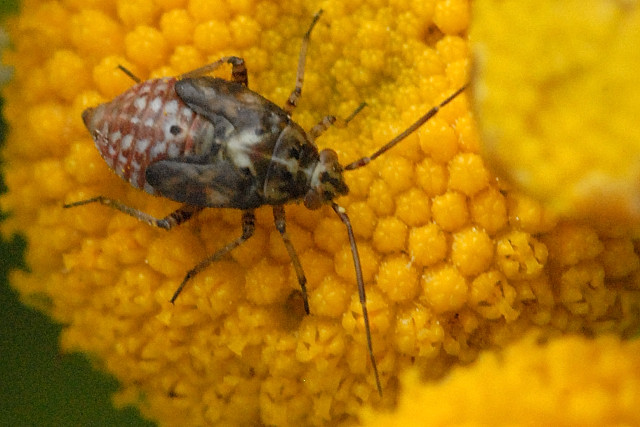
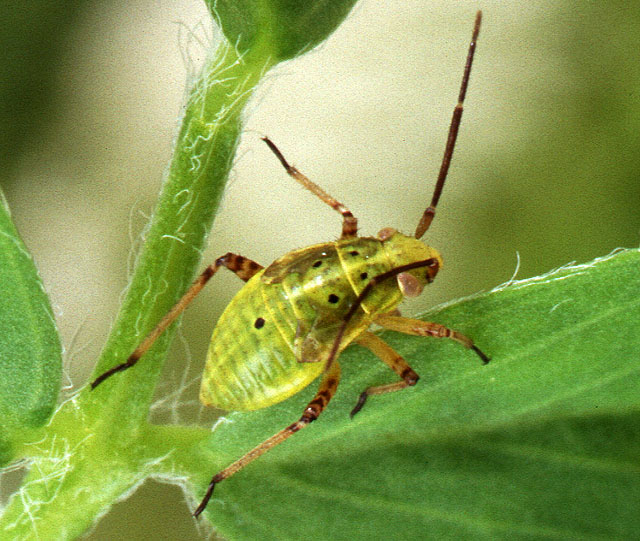
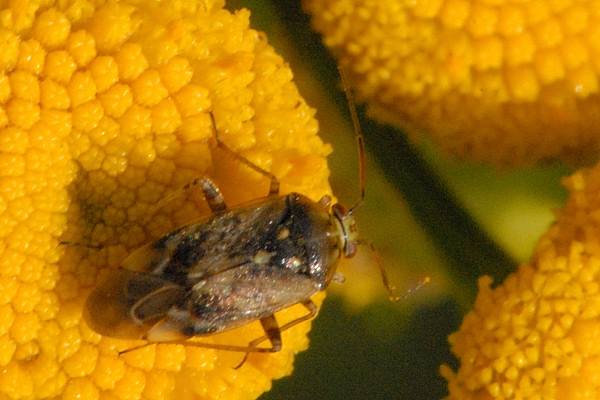